# カール・ブランスタッド
カール・ブランスタッド（Karl Eldridge Branstad、1898年 - 1971年）は、米国聖公会のアメリカ人宣教師、教育者。英文学者として立教大学文学部教授を務め、教会音楽家としても立教大学聖歌隊を組織し隊長として指導を行った。

## 人物・経歴
1898年生まれ。ネブラスカ大学を卒業後、米国聖公会から立教大学の文学部教授として派遣される。同じく後に立教大学教授となるポール・ラッシュより先に赴任した。
ブランスタッドは、音楽と英文学、そして学生たちとの付き合いをこよなく愛した人物であったとされる。音楽については単なる愛好家ではなく、教会音楽に深く関心を持ち、エドワード・ガントレットの後任としてオルガニストとなり、立教大学のチャペルに聖歌隊を組織した。
指揮者として、またパイプオルガニストとして聖歌隊を指導し、立教大学の聖歌隊を日本のトップクラスに育て上げた。また、聖歌隊メンバーへの英語の学習指導にも力を入れ、聖歌隊のメンバーを中心に、ギルバート・サリバン・オペラ（英国の古い歌劇）を上演し、大好評を博したとされる。
ブランスタッドは、ポール・ラッシュとともに立教大学「5番館」に居住したが、そこは昼夜を問わない学生の溜まり場となり、教室外で学問や音楽のことを話せる場として多くの交流が生まれることとなった。クラブ活動のミーティングや、ラッシュの講義、ブランスタッドが教える音楽部員の練習、英会話個人レッスン、お茶やお酒を飲みながらの時事問題の討議を行うなど、両教授は、5番館に集まる「5番館ボーイズ」を呼ばれる若き学生たちと深く付き合った。
立教大学のクリスマス行事の一つである、「メサイア演奏会」が始められたのも、ブランスタッドによるところが大きかったと伝えられている。

## 関連書籍
- 『ありがとうブランスタッド先生 : 立教を学生を、そして音楽を愛した生涯』『ありがとうブランスタッド先生』編集委員会 編 2005年11月[5]